# Waitakere United
O Waitakere United foi um clube de futebol da cidade de Waitakere, na Nova Zelândia.

## História
Fundado em novembro de 2003, o clube disputa o Campeonato Neozelandês de Futebol desde sua criação. Em sua primeira temporada (2004/05), o Waitakere terminou o campeonato em segundo lugar, perdendo o título para o clube que se tornaria seu maior rival: o Auckland City.
Na temporada 2005/06 acabou decepcionando e terminando o campeonato apenas na sexta colocação. Na temporada seguinte, volta a ser vice-campeão, perdendo o título mais uma vez para o Auckland City, por 3 à 2.
Em 2007 recebeu a oportunidade de participar pela primeira vez de uma competição continental. Isso ocorreu pois o Port Vila Sharks, de Vanuatu, desistiu de participar da Liga dos Campeões da Oceania. Com isso, o Waitakere foi convidado a participar da competição. E em sua primeira participação acabou surpreendendo e passando em primeiro no grupo, superando o AS Mont-Dore, da Nova Caledônia, e o seu maior rival, o Auckland City.
Na final, derrotaram o Ba FC, do Fiji, e sagraram-se campeões continentais, sendo esse o primeiro título da história do clube.
Com a conquista, receberam a oportunidade de participar da Mundial de Clubes da FIFA de 2007.
No Mundial, acabaram ficando na sétima colocação, perdendo por 3 à 1 para o Sepahan do Irã.
Na temporada seguinte, repetiram o feito e se tornaram novamente campeões da Liga dos Campeões da OFC, vencendo o Kossa FC, das Ilhas Salomão, e garantindo vaga para o Mundial de Clubes da FIFA de 2008.
No Mundial de 2008, ficaram novamente na sétima colocação, perdendo dessa vez para o Adelaide United da Austrália, por 2 à 1.
Em solo neozelandês, conquistou cinco vezes o campeonato nacional, sendo o último título na temporada 2012/13, e uma vez a ABS Charity Cup, em 2012.
Seu maior rival era o Auckland City, com quem fazia o "Dérbi de Auckland".
O Waitakere tinha uma rivalidade notável com o vizinho Auckland City. Com a mudança da estrutura do futebol na Nova Zelândia no início de 2021 e a criação da nova Liga Nacional da Nova Zelândia, isso viu o fim do Waitakere United e, consequentemente, o fim do Dérbi de Auckland.

## Elenco Atual
Último elenco antes da extinção.

## Títulos
| Continentais | Continentais                      | Continentais | Continentais                                |
|              | Competição                        | Continentais | Temporadas                                  |
| ------------ | --------------------------------- | ------------ | ------------------------------------------- |
|              | Liga dos Campeões da OFC          | 2            | 2007, 2007/08                               |
| Nacionais    |                                   |              |                                             |
|              | Competição                        | Continentais | Temporadas                                  |
|              | Campeonato Neozelandês de Futebol | 5            | 2007/08, 2009/10, 2010/11, 2011/12, 2012/13 |
|              | Minor Premiership (NZL)           | 5            | 2006/07, 2007/08, 2008/09, 2010/11, 2012/13 |
|              | ASB Charity Cup                   | 1            | 2012                                        |

## Campanhas de Destaque
- Copa do Mundo de Clubes da FIFA: 7º lugar - 2007, 2008
- Vice-Campeonato Neozelândes: 3 (2004-05, 2006-07, 2008-09)

## Ver Também
- Lista de clubes de futebol que conquistaram títulos continentais antes de conquistarem títulos nacionais